# Oluyemi Kayode
Oluyemi Kayode (ur. 7 lipca 1968 w Ado Ekiti, zm. 1 października 1994) – nigeryjski lekkoatleta, sprinter, medalista Igrzysk olimpijskich.

## Sukcesy
- złoty medal igrzysk afrykańskich (sztafeta 4 × 100 m Kair 1991)[1]
- srebro Igrzysk olimpijskich (sztafeta 4 × 100 m Barcelona 1992), w finale 200 metrów Kayode zajął 7. miejsce
- 4. miejsce podczas Pucharu świata (bieg na 200 m Hawana 1992)
- srebrny medal mistrzostw Afryki (bieg na 200 m Durban 1993)

## Rekordy życiowe
- Bieg na 100 m – 10.31 (1994)
- Bieg na 200 m – 20.42 (1993)

Kayode zmarł w wyniku wypadku drogowego w Arizonie. Ku pamięci zawodnika cześć stadion w Ado Ekiti nosi jego imię.